# Nederlands volkslied (liedboek)
| Pollmann                              |  | Tiggers |
| De samenstellers Pollmann en Tiggers. |  |         |

Nederlands volkslied is een Nederlandstalig liedboek, samengesteld door Jop Pollmann en Piet Tiggers. De bundel verscheen in 1941 bij uitgeverij De Toorts (Haarlem). Het bundeltje werd veelal aangeduid met Pollmann en Tiggers.
Het liedboek bevat een verzameling historische volksliedjes, waaronder liedjes als: Het daghet in den oosten; Ik zeg adieu; Des winters als het regent; De boer had maar enen schoen; en Wij zijn al bijeen, al goe kadullekes.
De eerste druk bevatte 186 volksliedjes en canons met muzieknotatie; in de tiende druk (1956) was dit uitgebreid naar 282 liederen. De zangbundel beleefde een heel aantal herdrukken: in 1977 verscheen de laatste, 19e druk (469e tot 555e duizendtal), waarmee er ongeveer een half miljoen exemplaren van de liedbundel waren verkocht.
Bij een aantal drukken is de titel gespeld als Nederland's volkslied.

## Piet Tiggers en Jop Pollmann

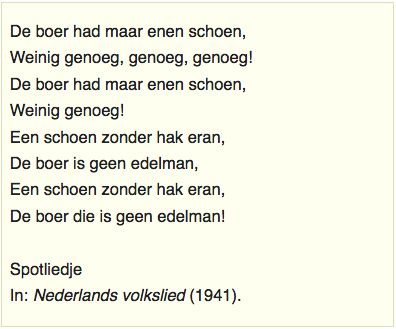
Spotliedje (7 strofen), oudste vindplaats ca. 1860. Muziek afspelen (zang door Ad Murck van Opa Zingt, ogg, 2:10 min.):
Bestand:Volksliedje-De-boer-had-maar-ene-schoen-zang-Ad-M-van-Opa-Zingt.ogg

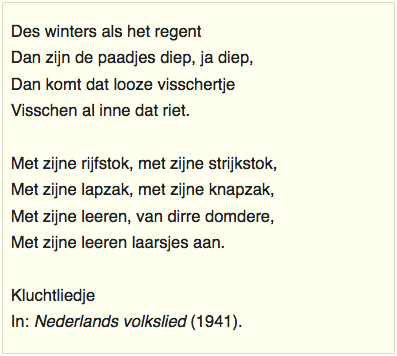
Kluchtliedje (4 coupletten), oudste vindplaats ca. 1640. Muziek afspelen (zang door Ad Murck van Opa Zingt, ogg, 1:45 min.):
Bestand:Volksliedje-Des-winters-als-het-regent-zang-Ad-M-van-Opa-Zingt.ogg

Piet Tiggers (1891-1968) was pianoleraar in Amersfoort en jeugdmuziekleider bij de Arbeiders Jeugd Centrale (AJC), een sociaaldemocratische jeugdorganisatie. Tiggers was een warm pleitbezorger voor het zingen van Nederlandse liederen. De liedjes uit de in die tijd veelgebruikte bundel Kun je nog zingen, zing dan mee kwamen niet in aanmerking, omdat ze de gevestigde burgercultuur vertegenwoordigden en omdat de negentiende-eeuwse melodieën niet zuiver vocaal gedacht waren; en de liedjes van de radio waren te commercieel.
Geïnspireerd door de Duitse Jeugdbeweging kwam hij terecht bij Nederlandse volksliedjes, die vanaf de negentiende eeuw, onder invloed van het ideaal van de Romantiek, waren verzameld en uitgegeven. Op basis van bundels als Het oude Nederlandsche lied, verzameld door Florimond van Duyse (1903-12) en Nederlandsche baker- en kinderrijmen, verzameld door Johannes van Vloten (1894), gaf Tiggers voor de AJC verschillende zangbundels uit, waaronder De lijster (1925), De merel (1927) en De wielewaal (1931).
Jop Pollmann (1902-1972) had Nederlandse taal- en letterkunde gestudeerd in Nijmegen en was gepromoveerd op een proefschrift getiteld Ons eigen Volkslied (Nijmegen, 1935). Van 1931-1947 werkte hij als leraar Nederlands aan verschillende middelbare scholen. Daarnaast was hij actief in het katholieke jeugdwerk en droeg daar met enthousiasme  zijn idealen over het zingen van oude Nederlandse volksliedjes uit, die naar zijn overtuiging teruggingen op de Middeleeuwen, "toen iedereen nog katholiek was".
Op basis van zeventiende- en achttiende-eeuwse liedbundeltjes en negentiende-eeuwse liedverzamelingen (zoals Chants populaires des Flamands, verzameld door Edmond de Coussemaker, 1856), gaf Pollmann een aantal zangbundels uit, waaronder Het blonde riet (1931), Het lachende water (1935) en De blijde bongerd (1938).

## Ontstaan en verspreiding vanNederlands volkslied

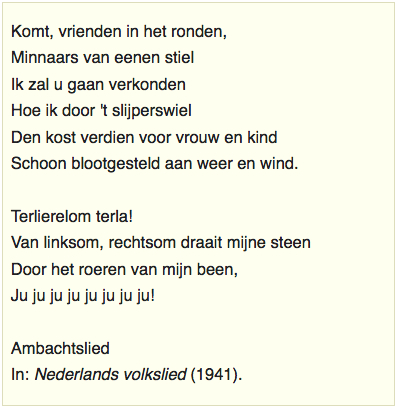
Ambachtslied (7 coupletten), oudste vindplaats 1783. Muziek afspelen (midi, 25 sec.):

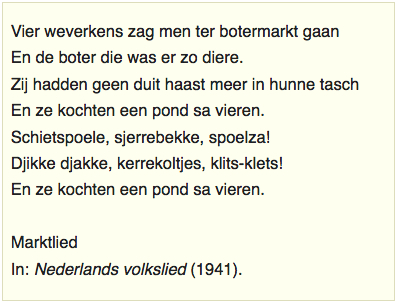
Marktlied (5 strofen), oudste vindplaats 1879. Muziek afspelen (zang door Ad Murck van 'Opa Zingt', ogg, 2:35 min.):
Bestand:Volksliedje-Vier-weverkens-zang-Ad-M-van-Opa-Zingt.ogg

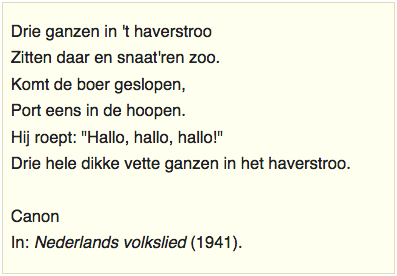
Canon (voor 4 stemmen), oudste vindplaats 1644. Muziek afspelen (midi, 19 sec.):

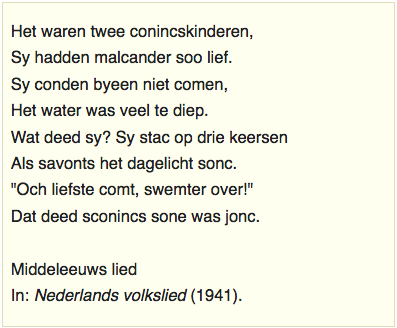
Middeleeuws lied (7 strofen), oudste vindplaats 1525. Muziek afspelen (midi, 39 sec.):

In de jaren 30 ontmoetten Piet Tiggers en Jop Pollmann elkaar. Hoewel hun levensbeschouwelijke achtergrond sterk verschilde (de een socialistisch, de ander rooms-katholiek), vonden zij beiden dat de oude volksliedjes voor iedereen waren en niet waren voorbehouden aan een bepaalde verzuilde groep.
Hun uitgangspunt was, dat het lied de kern zou moeten zijn van muzikale vorming - en dat oude, eenstemmige volksliedjes uit de orale traditie het meest geschikt waren voor zulk zangonderwijs. Beiden waren bovendien overtuigd van de waarde van volksliedjes als cultureel erfgoed en van de verbindende kracht van samenzang en ze vonden elkaar als actieve propagandisten van het Nederlandse volkslied.
In 1940 verzorgden zij samen een volkszangcursus voor zowel kaderleden van de socialistische AJC als van de katholieke jeugdbeweging. Uit hun samenwerking kwam een jaar later de bundel Nederlands volkslied voort, die in 1941 voor het eerst verscheen.
De bundel werd een groot succes. Hij kende een brede verspreiding en werd onder meer gebruikt in het jeugdwerk, in het onderwijs aan de kweekschool en in het lager onderwijs (zowel bij de Gehrels-methode, als bij de katholieke Ward-methode). In vier decennia verschenen er 19 herdrukken, waarbij er ongeveer een half miljoen exemplaren in omloop kwamen.
Na de schoolliedbundel Kun je nog zingen, zing dan mee (met bijna een miljoen verkochte exemplaren) wordt Pollmann en Tiggers beschouwd als de op een na meest succesvolle Nederlandstalige liedbundel van de twintigste eeuw. In sommige kringen bestond de populariteit van het zingen van oude volksliedjes náást de traditie van het zingen van de cultuurliedjes uit de bundel Kun je nog zingen - maar in andere kringen kon Nederlands volkslied de bundel Kun je nog zingen ook in meer of mindere mate verdringen.
In de jaren na de verschijning bleven Piet Tiggers en Jop Pollmann actief bezig met de bevordering van het zingen. Met Dien Kes en Marie Veldhuyzen gaven ze een muziektijdschrift uit, Lusthof der lekenmuziek (1949-50). Pollmann gaf cursussen volkszang en volksdans aan leerlingen van de kweekschool (later Pabo) en aan scholen voor maatschappelijke werk.
Muziekdocente Renske Nieweg, oud-pianoleerlinge van Tiggers, gebruikte de bundel bij haar muzieklessen aan de kweekschool. In 1940 richtte zij in Amersfoort de zanggroep Het Nederlandsche Lied op. Het basisrepertoire voor dit koor werd geleverd door de bundel Pollmann en Tiggers. Ook haar uitgangspunt was dat de kern van muziekcultuur de actieve muziekbeoefening en actieve zangbeoefening is. Als consulente schoolmuziek publiceerde zij in 1970 de handleiding Liedrepertoire voor het basisonderwijs. Het lied als kern van de muzikale vorming.
Jop Pollmann was in de jaren 1950 onder meer betrokken bij de oprichting van het Nederlands Volksliedarchief, waarin volksliedjes vanaf van de middeleeuwen werden verzameld en beschreven en die de basis zou vormen voor de Nederlandse Liederenbank.
In de jaren 40, 50 en 60 groeide een hele generatie op met de traditionele volksliedjes die in de liedbundel Nederlands volkslied waren opgenomen. In de loop van de jaren 1970 nam de populariteit van het liedboekje af. De liedjes die symbool hadden gestaan voor de saamhorigheid tijdens de wederopbouw, werden nu ouderwets of braaf gevonden. Vanaf de jaren 1960 nam bovendien in zijn algemeenheid de invloed van liedboeken af: er vond een verschuiving plaats van een zangcultuur naar een luistercultuur en Engelstalige popliedjes raakten in zwang, boven het zingen in het Nederlands. Bovendien ging vanaf de jaren 70 en 80 op een deel van de lagere scholen het zangonderwijs steeds vaker op in muziekonderwijs of, nog algemener, kunst- of cultuuronderwijs, terwijl het aantal lesuren hiervoor gelijk bleef. Vanaf 1985 was muziek niet langer een toelatingseis op de PABO.
Al deze ontwikkelingen leidden ertoe, dat er in de tweede helft van de twintigste eeuw steeds minder uit liedboeken werd gezongen. Bovendien was de laatste, 19e druk van Pollmann en Tiggers geheel herzien; door de wetenschappelijk-historisch verantwoorde wijzigingen in teksten en melodieën, bleek de bundel onbruikbaar te zijn geworden voor de gangbare praktijk. De laatste druk (469e tot 555e duizendtal) raakte niet uitverkocht en kwam deels in de ramsj, maar later ook deels in de papierversnipperaar terecht. Na de druk van 1977 verscheen er geen nieuwe herdruk van de liedbundel meer.

## Opgenomen liedjes

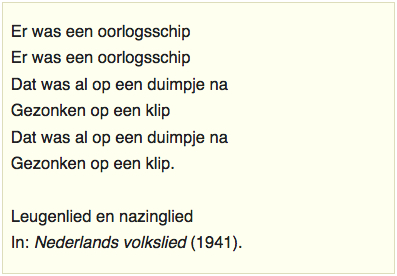
Leugenlied en nazinglied (elke zanger verzint nieuwe strofe met een leugen erin), oudste vindplaats 1882. Muziek afspelen (zang door Ad Murck van Opa Zingt, ogg, 1:30 min.):
Bestand:Volksliedje-Er-was-een-oorlogsschip-zang-Ad-M-van-Opa-Zingt.ogg

Een volledige lijst van alle liedjes in de 1e, 10e en 19e druk is te vinden op de Lijst van liedjes in Nederlands volkslied. De liedjes worden steeds aangeduid met het incipit (de beginregel), zie daarvoor het artikel incipit (of de hierna volgende voetnoot).
De bundel Nederlands Volkslied opent met het Wilhelmus, dat het volkslied van Nederland was sinds 1932, en dat oorspronkelijk een geuzenlied uit de Tachtigjarige Oorlog was (van ca. 1572). Ook is een aantal geuzenliederen van Adriaen Valerius opgenomen, zoals: O Nederland let op uw zaak, de tijd en stond is daar; Merk toch hoe sterk nu in het werk zich al stelt; Waar dat men zich al keert of wendt.
De liedbundel bevat een ruime keus aan middeleeuwse liedjes, veelal uit het Antwerps liedboek. Voorbeelden: 
- Alle mijn gepeis doet mij zo wee
- Het daghet in den oosten
- Egidius waer bestu bleven (Gruuthuse hs.)
- Ik stond op hoge bergen, ik zag ter zeewaart in
- Ik zeg adieu, wij twee, wij moeten scheiden
- Die winter is vergangen

Een groot aantal liedjes gaat terug op de grote liedverzamelingen van Willems (Oude Vlaemsche liederen, 1848) en Van Duyse (Het Oude Nederlandsche lied, 1903). Waaronder: 
- Daar was een sneeuwwit vogeltje
- Heer Halewijn zong een liedekijn
- Komt hier al bij, aanhoort deez' klucht (Pierlala)
- Plompaard en zijn wuvetje
- 't Ros Beyaard doet zijn ronde
- Schoon lief, hoe ligt gij hier en slaapt
- Het waren twee koningskinderen
- Wat zullen onze patriotjes eten, als zij in 't leger zijn
- Wel Anne Marieken, waar gaat gij naar toe
- Willen wij, willen wij 't haasken jagen door de hei
- Des winters als het regent
- Wij zijn al bijeen, al goe kadullekes, al goe kadullen
- Zeg kwezelken, wildet gij dansen

Maar ook liedjes uit andere bronnen werden welbekend: 
- Ain boer wol noar zien noaber tou, hai boer hai
- De boer had maar enen schoen, weinig genoeg, genoeg, genoeg
- Daar kwam enen boer van Zwitserland
- Daar was een wuf die spon
- Drie schuintamboers
- Er was een oorlogsschip
- Komt vrienden, in het ronden
- Molenaartjes wind is zuidenwind
- Mitte confitte kom t' avond thuis, 't is kermis in mijn streetje
- De vastenavond die komt an

Tevens is een twintigtal kerstliedjes in het liedboekje opgenomen, waaronder: Maria die zoude naar Bethlehem gaan, kerstavond voor de noene; Herders hij is geboren in het midden van de nacht; en Klein, klein Jezuken, heb je zulken kou.
De bundel Nederlands volkslied sluit af met een ruime verzameling canons, zoals: Hemel en aarde kunnen vergaan; Zomer is 't in bos en velden; Drie ganzen in het haverstro; en Ontwaak ontwaak, de roep van de haan.